# Al di là del mare
Al di là del mare è un film italiano del 2022, diretto da Carlo Alberto Biazzi, con Eros Pagni, Serena Grandi, Marco Iannone e la prima apparizione sullo schermo del giovane Gabriele Casavecchia.

## Trama
Nel dopoguerra, il piccolo Nicola perde il padre partito per Buenos Aires in cercare fortuna. Il nonno, per non arrecare troppo dolore al bambino, gli racconta che il papà è stato rapito dal mare. Nicola non accetta questa situazione e riesce a trovare il coraggio di andare a cercarlo.

## Produzione
Girato tra la Liguria e la Toscana, il film racconta uno spaccato di storia italiana.

## Distribuzione
Presentato in anteprima italiana al Riff Awards 2022, il film è approdato sulle piattaforme Prime Video e Chili il 30 ottobre 2023

## Riconoscimenti
- 2023 – Napoli Cultural Classic – Premio del pubblico, premio miglior attore a Eros Pagni, premio miglior fotografia.[5]
- 2023 – Ciak Film Festival – Premio miglior attore a Marco Iannone[6]
- 2023 – Love Film Festival – Grifone d'oro al miglior mediometraggio[7]